# Artsvanist
Artsvanist (en arménien Արծվանիստ ; jusqu'en 1968 Aluchalu) est une communauté rurale du marz de Gegharkunik, en Arménie. Fondée en 1829-1830, elle compte 3 218 habitants en 2008.